# David Niederman
Rabbi David Niederman lebt in New York und ist Präsident der UJO (United Jewish Organizations) in Williamsburg. In den 1970er Jahren hat er die „International Jewish Rescue Organization“ Rav Tov gegründet, die laut dem österreichischen Konsul Andreas Launer mit Hilfe der österreichischen Bundesregierung Tausenden Juden aus der ehemaligen Sowjetunion und dem Iran zur Emigration in die USA verholfen hat.
Rabbi David Niederman wurde 2006 das Große Goldene Ehrenzeichen für Verdienste um die Republik Österreich verliehen.